# Hussiten

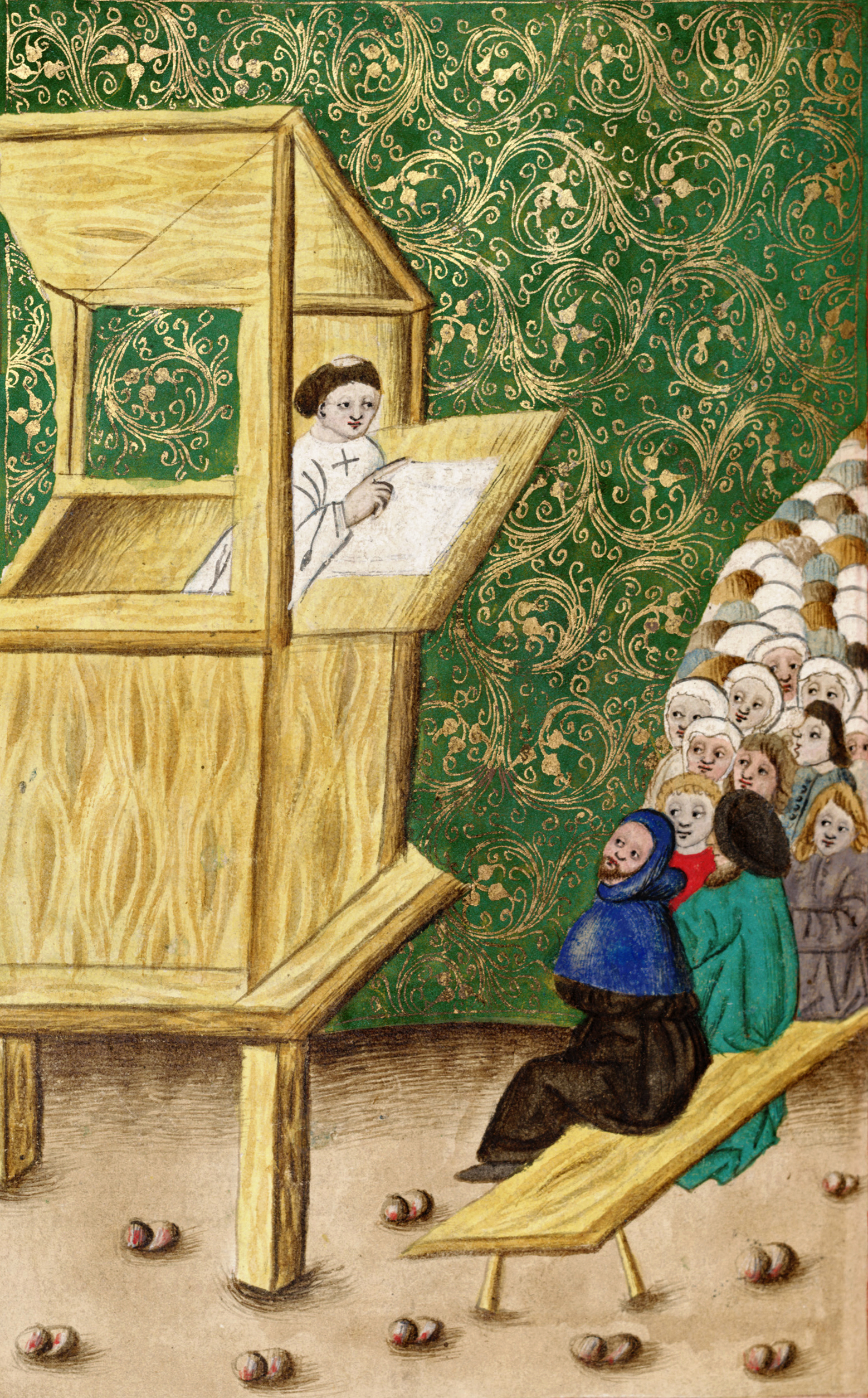
Jan Hus auf der Kanzel, Jenaer Kodex

Unter dem Begriff Hussiten (tschechisch: Husité oder Kališníci), auch Bethlehemiten genannt, werden verschiedene reformatorische beziehungsweise revolutionäre Bewegungen im Böhmen des 15. Jahrhunderts zusammengefasst, die sich ab 1415 nach der Verbrennung des Theologen und Reformators Jan Hus herausbildeten. Die Hussiten wurden von den meisten böhmischen Adeligen unterstützt und richteten sich hauptsächlich gegen die böhmischen Könige, die damals gleichzeitig das Amt des römisch-deutschen Kaisers bekleideten, und gegen die römisch-katholische Kirche. Infolge der Auseinandersetzungen kam es in den Jahren 1419–1434 zu den Hussitenkriegen.
Der Sammelbegriff „Hussiten“ umfasst eine heterogen zusammengesetzte Bewegung vorwiegend in Böhmen, deren Anhänger ein breites Sozialprofil aufwiesen (von Teilen des böhmischen Hochadels bis zum Kleinadel, von der niederen Geistlichkeit über städtische Unter- und Mittelschichten bis hin zur Bauernschaft). Sie gingen unter dem Druck von außen (antihussitische Kreuzzüge) zeitweilig Koalitionen ein. Das einigende Band bildete der in den Vier Prager Artikeln (Čtyři artikuly pražské) als Minimalprogramm enthaltene Forderungskatalog.
Der traditionelle Utraquismus war seit 1436 durch Basler Kompaktaten in Böhmen und Mähren rechtlich anerkannt. Die hussitischen Utraquisten bildeten eine große Mehrheit (etwa 85 %) aller Christen in Böhmen und Mähren. 1458 bis 1471 regierte in Böhmen mit Georg von Podiebrad der erste nichtkatholische König Mitteleuropas. 1468 gerieten Mähren, Schlesien und die Lausitzen unter die Herrschaft des ungarischen Königs Matthias Corvinus, der die Vorherrschaft des Katholizismus wiederherstellen wollte. 1485 wurden die Basler Kompaktaten im Kuttenberger Religionsfrieden durch böhmische Stände bestätigt. Nach dem Tod Corvinus 1490 wurden die Nebenländer Böhmens wieder unter Vladislav II. vereinigt. Die Vladislavsche Landesordnung von 1500 führte keine Rechtbeschränkungen für die Hussiten ein. Der böhmische Landtag von 1512 hat diese Vereinbarung auf „ewige Zeiten“ verlängert.
1575 entstand im Auftrag der nichtkatholischen Länder der Böhmischen Krone die durch hussitische Neuutraquisten und Lutheraner verfasste Confessio Bohemica. Die Bildung einer Landeskirche gelang nicht, doch erlangten die protestantischen Glaubensrichtungen mit dem Majestätsbrief von 1609 ihre Anerkennung als erlaubte Konfessionen. 1620 nach der Schlacht am Weißen Berge wurde die große Mehrheit der Hussiten schließlich mit Gewalt zum Katholizismus zurückgeführt, vertrieben oder flüchtete in die verbliebenen protestantischen Länder.

## Entstehung
Der Name Hussiten geht auf den tschechischen Theologen und Reformator Jan Hus (ca. 1370–1415) zurück. Dieser beanstandete den Reichtum der römisch-katholischen Kirche, ihre Sittenlosigkeit und den Ablasshandel, bei dem gegen Zahlung eines Geldbetrages die Vergebung der Sünden versprochen wurde. Als einzige verbindliche Quelle in Glaubensfragen ließ Hus die Bibel gelten. Ferner erkannte er das Primat des Papstes nicht an und folgte damit John Wyclif und den Waldensern. Auf der Leipziger Disputation 1519 wurden Martin Luther von Johannes Eck vom Konstanzer Konzil verurteilte Sätze des Hus vorgelegt, und Luther erklärte, einige davon seien christlich und evangelisch. Für Eck war Luther damit als hussitischer Ketzer überführt; Luther sah in der Folge Hus als seinen Vorläufer an (Kirchenverständnis, Laienkelch).

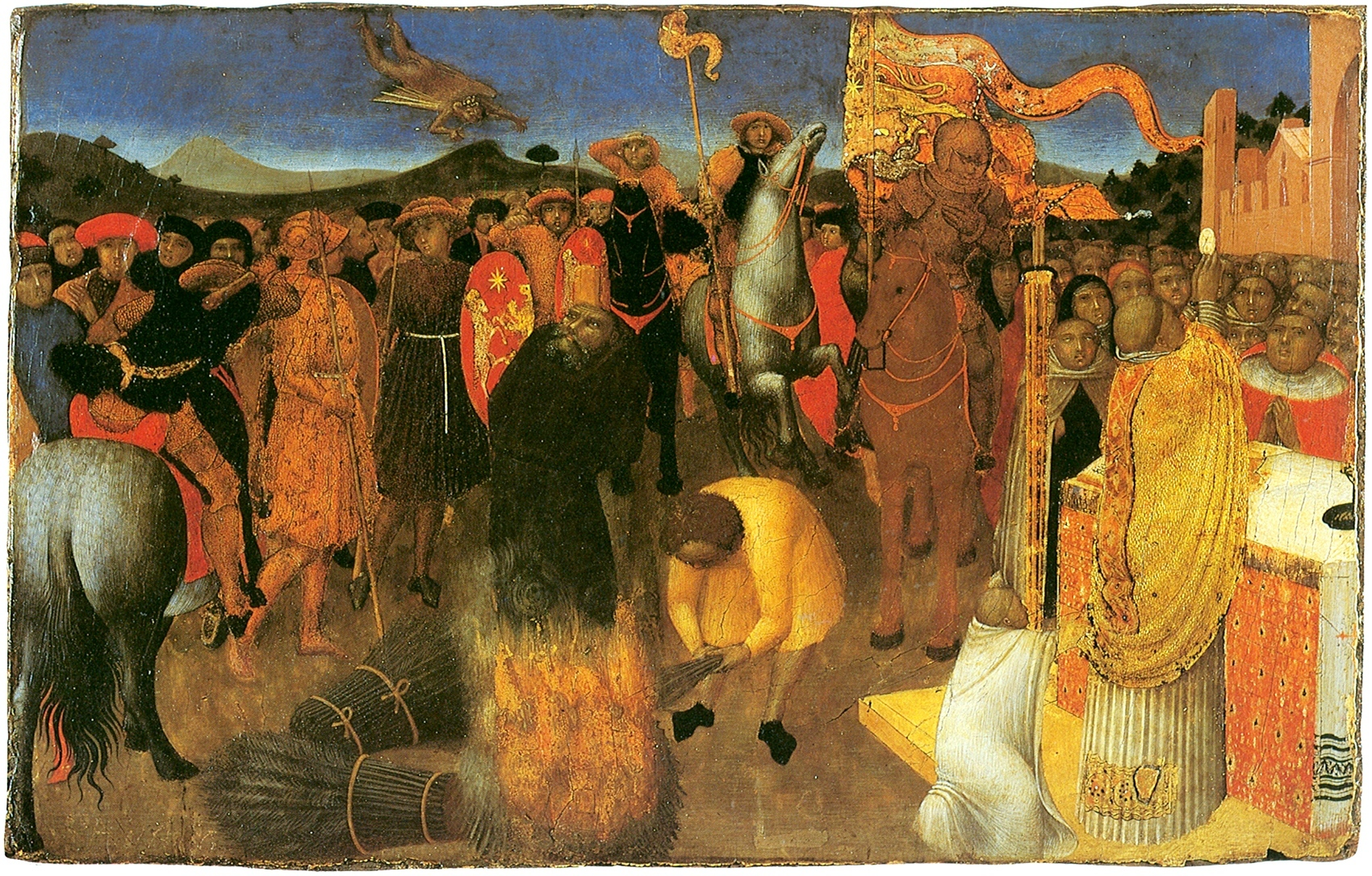
Verbrennung des Jan Hus, Gemälde von Il Sassetta, 1423–1426

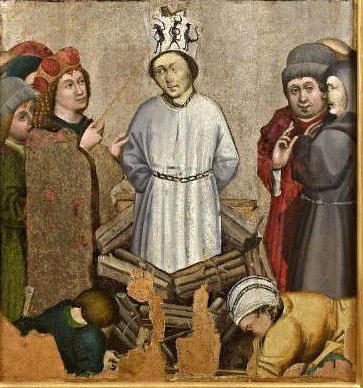
Verbrennung des Jan Hus, Detail eines Altarflügels, Wenzelskirche in Roudníky, heute Hussiten-Museum Tábor, 1486

Jan Hus reiste zum Konstanzer Konzil (ab 1414), wobei König Sigismund ihm Freies Geleit von und nach Prag und während seines Aufenthaltes in Konstanz zugesichert hatte. Trotzdem wurde er inhaftiert. Auch nach strengen Verhören und Gefangenschaften weigerte er sich, seine Lehre zu widerrufen. Am 6. Juli 1415 wurde Jan Hus auf dem Brühl in Konstanz zusammen mit seinen Schriften auf einem Scheiterhaufen verbrannt und die Asche in den Rhein gestreut.
Der Konstanzer Schuldspruch gegen Jan Hus wurde in Böhmen nicht anerkannt. 452 böhmische und mährische Adlige sandten im September 1415 einen Protestbrief, die sogenannte Protestatio Bohemorum an das Konstanzer Konzil (Kostnitzer Konzil) und schlossen sich in einem Bündnis zusammen. Auch in der Bevölkerung löste die Verbrennung heftige Proteste aus, in deren Folge eine böhmische Freiheitsbewegung entstand, die wesentliche Ziele von Jan Hus übernahm. Man war sich einig, die freie Predigt des Wortes Gottes schützen zu wollen und Verordnungen der Bischöfe und des Papstes nur insoweit anzuerkennen, als sie in Einklang mit der Heiligen Schrift standen. Da die freie Religionsausübung eingeschränkt war, trafen sich die Anhänger von Jan Hus ab Ostern 1419 und 1420 an abgeschiedenen Orten, etwa auf Bergen, wie dem Beránek bei Mladá Vožice, dem Bzí, Bradlo, Olivetská hora und Oreb zu Wallfahrten unter freiem Himmel. Höhepunkt der poutě na hory bildete die Große Versammlung, die am 22. Juli 1419 mit der Abschlusspredigt vor 42.000 Anhängern auf dem Burkovák bei Nemějice endete, der danach in Anlehnung an den biblischen Weltenberg Tabor den Namen Tábor erhielt.

## Aufstand gegen Unterdrückungsmaßnahmen
Nach der Verbrennung von Jan Hus 1415 versuchte der böhmische König Wenzel die empörten hussitischen Anhänger von Kirchen- und Staatsämtern auszuschließen. Dies führte zu einem Aufstand. Dabei kam es am 30. Juli 1419 zum ersten Prager Fenstersturz, bei dem Hussiten in Prag das Neustädter Rathaus stürmten und einige Ratsherrn aus dem Fenster warfen. König Wenzel starb am 16. August. Seinen Bruder Sigismund wollten die Hussiten nicht als König anerkennen, da er das seinerzeit Jan Hus versprochene sichere Geleit nicht eingehalten hatte; er galt geradezu als dessen Mörder. In den Tagen nach dem Tode Wenzels unterwarfen hussitische Volksmassen in Prag Kirchen und Klöster gewaltsam der Kelchkommunion oder zerstörten und verbrannten sie. Die Unruhen dauerten mehrere Wochen.
Im März 1420 erließ Papst Martin V. die sogenannte Kreuzzugsbulle. Aus dem Aufstand entwickelte sich ein Krieg.

## Vier Prager Artikel

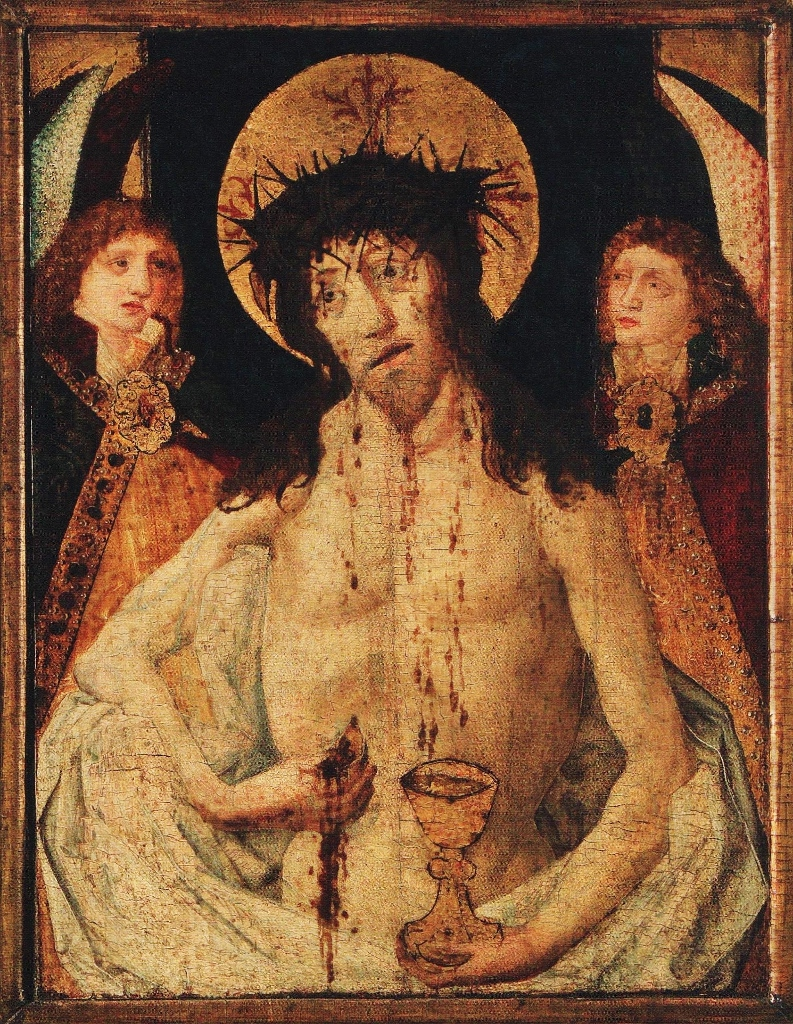
Christus spendet die Eucharistie in beiderlei Gestalt, Teynkirche um 1470

1420 wurden die Vier Prager Artikel verfasst, welche folgende Forderungen enthielten:
1. die Freiheit für die Predigt
2. die Freiheit für den Kelch
3. die Freiheit von säkularer Kirchenherrschaft
4. die Freiheit von ungerechter weltlicher Herrschaft

Diese Forderungen wurden im Wesentlichen von dem Flügel der Kalixtiner als die wichtigsten erachtet. Die radikaleren Taboriten forderten außerdem die Abschaffung vieler kirchlicher Einrichtungen und Gebräuche.

## Kalixtiner und Taboriten

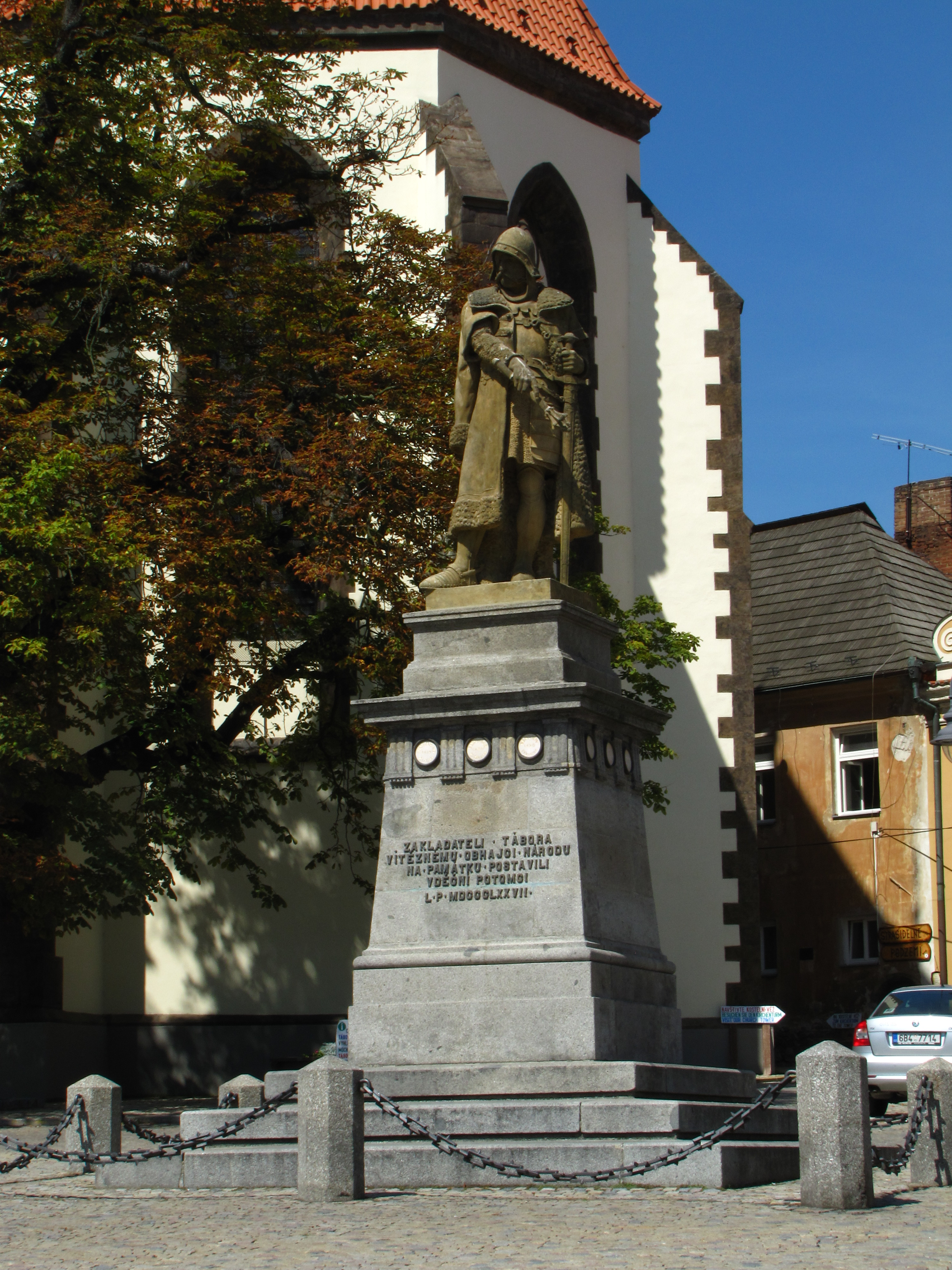
Denkmal für Jan Žižka in Tábor

Die Hussitische Bewegung bestand aus zwei Gruppierungen: Die Kalixtiner (von lat. calix Kelch, siehe Hussitenkelch) gründeten in Südböhmen die nach dem Berg Tabor benannte Siedlung Tábor und rekrutierten sich zum größten Teil aus der mittellosen Stadt- und Landbevölkerung. Die Taboriten wollten das Reich Gottes mit Waffengewalt errichten und wandten sich damit auch gegen die bestehende weltliche Ordnung mit Feudalismus und Monarchie.
Im Frühjahr 1421 vertrieben die „neuen Obrigkeiten“ Tábors (Jan Žižka, Nikolaus von Pelgrims, Johannes von Jičín) den radikalen Kern der Taboriten um Martin Húska aus der Stadt. Jan Žižka spürte sie in den Dörfern, in denen sie Zuflucht gesucht hatten, auf und ließ sie ausrotten. Den in Tábor und Prag populären Martin Húska selbst ließen die (adligen) Calixtiner und Žižka vom (katholischen) Prager Erzbischof Konrad von Vechta foltern und im Sommer 1421 auf dem Scheiterhaufen verbrennen.
Nach der Auslöschung der Anhänger Húskas verleumdete Jan Žižka diese als angeblich systematisch Unzucht treibende „Adamiten“ sowie als „Pikarden“. Diese Benennung leitete sich ab von evangelischen Flüchtlingen aus der Picardie, deren „Häresie“ sie angeblich übernommen hätten.
Žižka selbst wurde postum als ein Anführer der zwischen Taboriten und Calixtinern verorteten „Orebiten“ (bzw. Bezug nehmend auf Žižkas Tod „Orphaniten“, lat. „Waisen, Verwaiste“) dargestellt. Das Motiv dieser Deutung war, Žižka von den zunächst insgesamt radikalen Taboriten nachträglich abzugrenzen und ihn damit wenigstens teilweise für die sich in der Tradition der Calixtiner wähnenden adligen und bürgerlichen tschechischen National(ist)en zu vereinnahmen. Allerdings ist die Existenz der Orebiten nicht sicher belegt, zumal Žižka von Tábor aus gewirkt hat.

## Die Hussitenkriege
Im Dezember 1419 erlitt eine königlich-katholische Einheit in der Nähe von Pilsen in der Schlacht bei Nekmíř eine erste Niederlage gegen ein kleines hussitisches Kontingent, eine zweite Niederlage erlitten die katholischen Truppen im März 1420 in Südböhmen bei Sudoměř. Katholische Truppen unter dem späteren Kaiser Sigismund zogen zwar im Juni 1420 auf der Prager Burg, dem Hradschin ein. Der Versuch, ganz Prag zu erobern, wurde aber am 14. Juli in der Schlacht am Prager St. Veitsberg von Hussitentruppen unter Jan Žižka zurückgeschlagen. Im Herbst 1420 scheiterte die Eroberung der anderen Prager Burg, des Vyšehrad. Žižka führte ein straffes Regiment, das unter anderem zum Tod und zur Vertreibung vieler Deutscher aus Böhmen führte. Die Juden stellte er vor die Alternative, sich taufen zu lassen oder hingerichtet zu werden, so etwa in Komotau.
Auch der zweite Feldzug gegen die Hussiten 1421 scheiterte. Der Sieg Friedrichs von Meißen über die Hussiten in der Schlacht bei Brüx im August blieb ohne nachhaltige Wirkung. Wenig später, im September, räumte ein Kreuzheer beim nahegelegenen Saaz das Land in wilder Flucht, nachdem sich die Hussiten näherten.
Der dritte Feldzug endete im Januar 1422 mit zwei weiteren Niederlagen der königlich-katholischen Heere bei Kuttenberg und Deutschbrod. Im Frühjahr 1423 brachen schwere Differenzen innerhalb der verschiedenen hussitischen Strömungen auf. In der Schlacht bei Horschitz im April 1423 setzten sich die radikalen Taboriten unter Jan Žižka gegen die Prager (Utraquisten) durch. Im Juni kam es in Konopischt zu einem zeitweiligen Ausgleich zwischen den verschiedenen Parteien. Nachdem im Oktober 1423 Friedensverhandlungen der Utraquisten in Prag mit Sigismund gescheitert waren, brach der innerhussitische Gegensatz wieder auf.
Im Juni 1424 behielt Žižka in der Schlacht bei Maleschau erneut die Oberhand gegen die Prager Utraquisten. Der Schwerpunkt der Kämpfe verlagerte sich nun nach Mähren. Während der Schwiegersohn Sigmunds Herzog Albrecht im Juli von Süden her versuchte, das Land in die Hand zu bekommen, begann von Westen her ein verheerender hussitischer Angriff. Habsburgisch bzw. katholisch gesinnte Städte wurden eingenommen und dem Erdboden gleichgemacht.

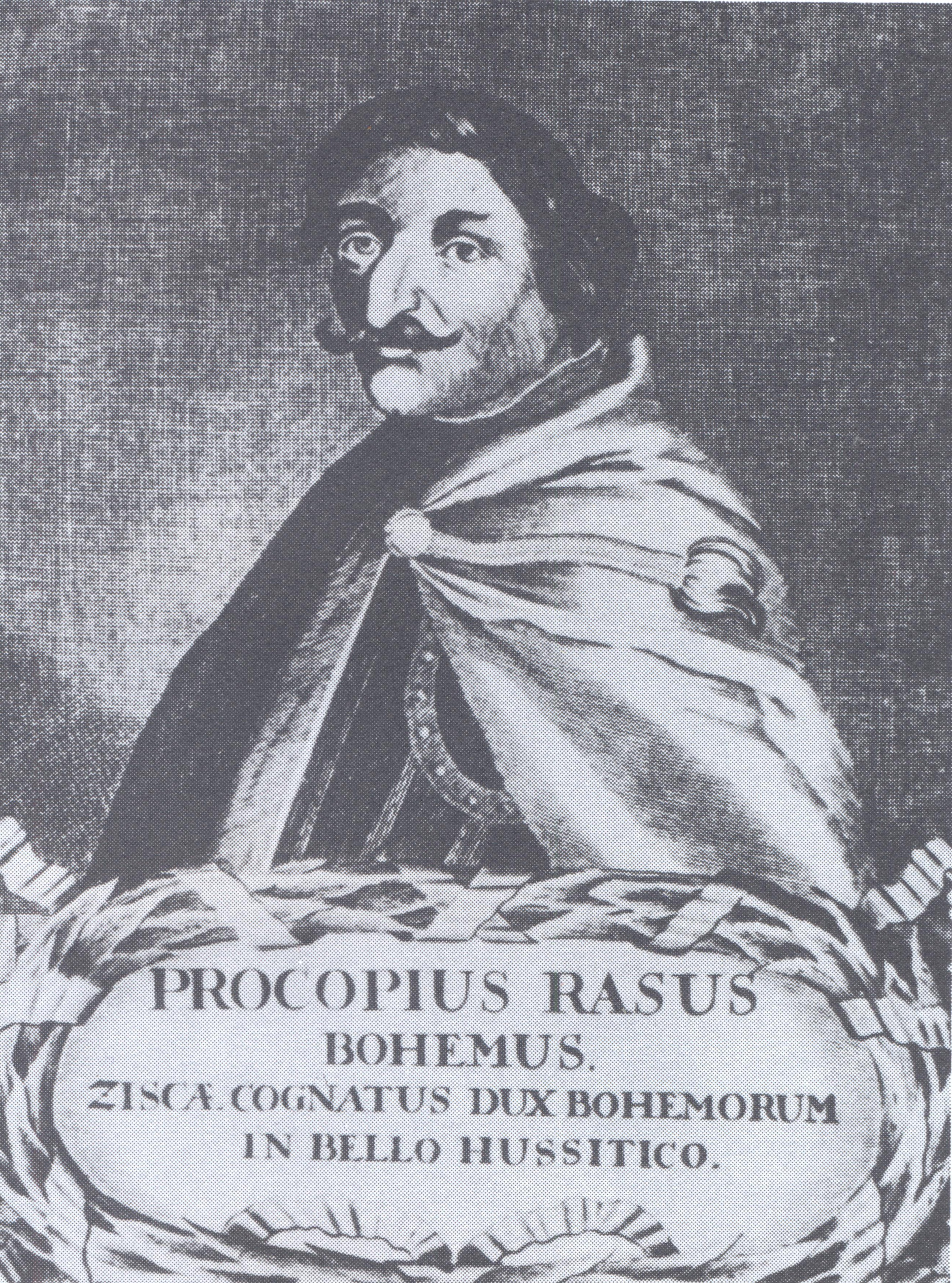
Andreas Prokop; Abbildung aus dem 17. Jahrhundert

Nach dem Tode Žižkas am 11. Oktober 1424 während der Belagerung der Burg Pribislau übernahm Andreas Prokop die Führung der Hussiten. Auch unter Prokops Kommando blieben die Hussiten siegreich.
Im Jahre 1425 stießen die Hussiten erstmals nach Schlesien vor, doch ansonsten beschränkten sich die Kämpfe, die von beiden Seiten mit großer Grausamkeit geführt wurden, bis Herbst 1425 noch weitgehend auf mährisch-böhmisches Gebiet. Im November 1425 drangen hussitische Heere erstmals nach Niederösterreich vor, um Herzog Albrecht, der in Mähren mit wechselndem Erfolg operierte, abzulenken, um die Belastung des eigenen Landes zu verringern und um Beute zu machen. Zahlreiche Klöster und Städte wurden geplündert.
Der vierte Feldzug 1427 endete für die katholischen Truppen mit einer schweren Niederlage bei Tachau (Mies) in Westböhmen am 4. August.
Schon ab 1428 gingen die Hussiten unter Andreas Prokop zum Angriff auf katholische Bastionen über. Der Kriegszug des Jahres 1428 verheerte Niederösterreich und Teile Schlesiens, 1429 folgte ein neuerlicher Vorstoß nach Niederösterreich und in die Lausitz. Am 25. Juli 1429 kam es in Plauen zum Bündnis zwischen den Wettinern und den Hohenzollern gegen die Hussiten. Doch schon drei Monate später wurde Altendresden von den Hussiten niedergebrannt, wenige Monate später folgte ein Angriff der Hussiten die Elbe abwärts wahrscheinlich bis in die Gegend von Torgau und dann westwärts in Richtung Leipzig, durch das Vogtland nach Oberfranken. Die Stadt Lößnitz wurde 1429/30 vergeblich von einem Hussitentrupp belagert.
Der Hussitenzug des Jahres 1430 betraf außerdem Schlesien, der des Jahres 1431 Teile Ungarns (westliche Slowakei).
Auch ein Beschluss zur Bekämpfung der Hussiten auf dem Reichstag zu Nürnberg im Jahre 1431 konnte das Kriegsglück nicht wenden. Der fünfte Kreuzzug unter Kardinal Giuliano Cesarini endete am 14. August 1431 mit einer blamablen Niederlage bei Taus. Sigmund suchte daraufhin nach einer Verhandlungslösung.
Währenddessen folgten 1432/34 die weiträumigsten Operationen der Hussiten, die im Osten nach Oberschlesien und in die westliche Slowakei führten, in Richtung Norden in die Lausitz, nach Niederschlesien, über die Neumark in das Danziger Gebiet des Deutschordensstaats sowie nach Polen. Ein kleinerer Vorstoß im April 1432 betraf erneut Brandenburg (u. a. Frankfurt (Oder), Bernau, Strausberg).
Da den kaiserlichen und päpstlichen Truppen bis auf kleinere Gefechte der Sieg gegen die Hussiten verwehrt blieb, wurde zwischen 1431 und 1433 mit ihnen verhandelt. Zwar hatte Kurfürst Friedrich II. von Sachsen am 23. August 1432 schon einen Sonderfrieden mit den Hussiten auf zwei Jahre geschlossen, doch erst 1436 endeten die Kriegshandlungen überall.
Auf dem Basler Konzil wurden den Hussiten mit den Prager Kompaktaten einige Zugeständnisse gewährt. Auf das Konzil wurde seitens der Böhmen unter Prokop durch die Belagerung der katholischen und reichstreuen Stadt Pilsen ab Mitte 1433 Druck ausgeübt. Die Obere Pfalz war dabei wiederum stark gefährdet und wie schon öfter von Raubzügen der Hussiten bedroht. Am 21. September 1433 wurde ein Teilkontingent des hussitischen Belagerungsheeres, das zum Fouragieren in die Obere Pfalz eingedrungen war, von dem wesentlich kleineren Heer des Pfalzgrafen Johann von Pfalz-Neumarkt, der „Hussitengeißel“, bei Hiltersried vernichtend geschlagen.
Während des Konzils von Basel kehrte der weniger radikale Flügel der Utraquisten beziehungsweise Calixtiner wieder in den Schoß der katholischen Kirche zurück und verbündete sich sogar mit den kaiserlichen Truppen gegen die radikaleren Taboriten. Diese wurden schließlich im Verbund mit katholischen Herren und Städten am 30. Mai 1434 in der Schlacht von Lipan (tschechisch Lipany) nach einem taktischen Fehler Prokops vernichtend geschlagen. Nur eine kleine Abordnung unter Jan Roháč z Dubé rettete sich auf dessen Burg Sion bei Kuttenberg, bis auch diese 1437 erobert und Roháč in Prag hingerichtet wurde.
Als letztes Gefecht der Hussitenkriege gilt die Schlacht bei Brüx am 23. September 1434, wobei die inzwischen mit den Polen verbündeten Hussiten eine schwere Niederlage gegen Kaiser Sigismund, Friedrich II. und Heinrich von Schwarzburg erlitten.
Zahlreiche der kriegsgeübten und gefürchteten Hussitenkrieger verdingten sich nach Ende der eigentlichen Kriegshandlungen weiterhin als Söldner zum Teil in katholischen Diensten, so z. B. in der Soester Fehde.

## Auswirkungen
Die Folgen der Hussitenkriege für die betroffenen Territorien waren gravierend: Das wirtschaftliche Leben in den Grenzregionen kam zum Erliegen, die Herzogtümer hatten Steuer- und Ernteausfälle zu verkraften und die kostspieligen Verteidigungsmaßnahmen und Feldzüge zu finanzieren. 1422 flossen etwa 21 % aller Ausgaben Niederbayern-Straubings in den Kampf gegen die Hussiten.

## Nachwirkungen

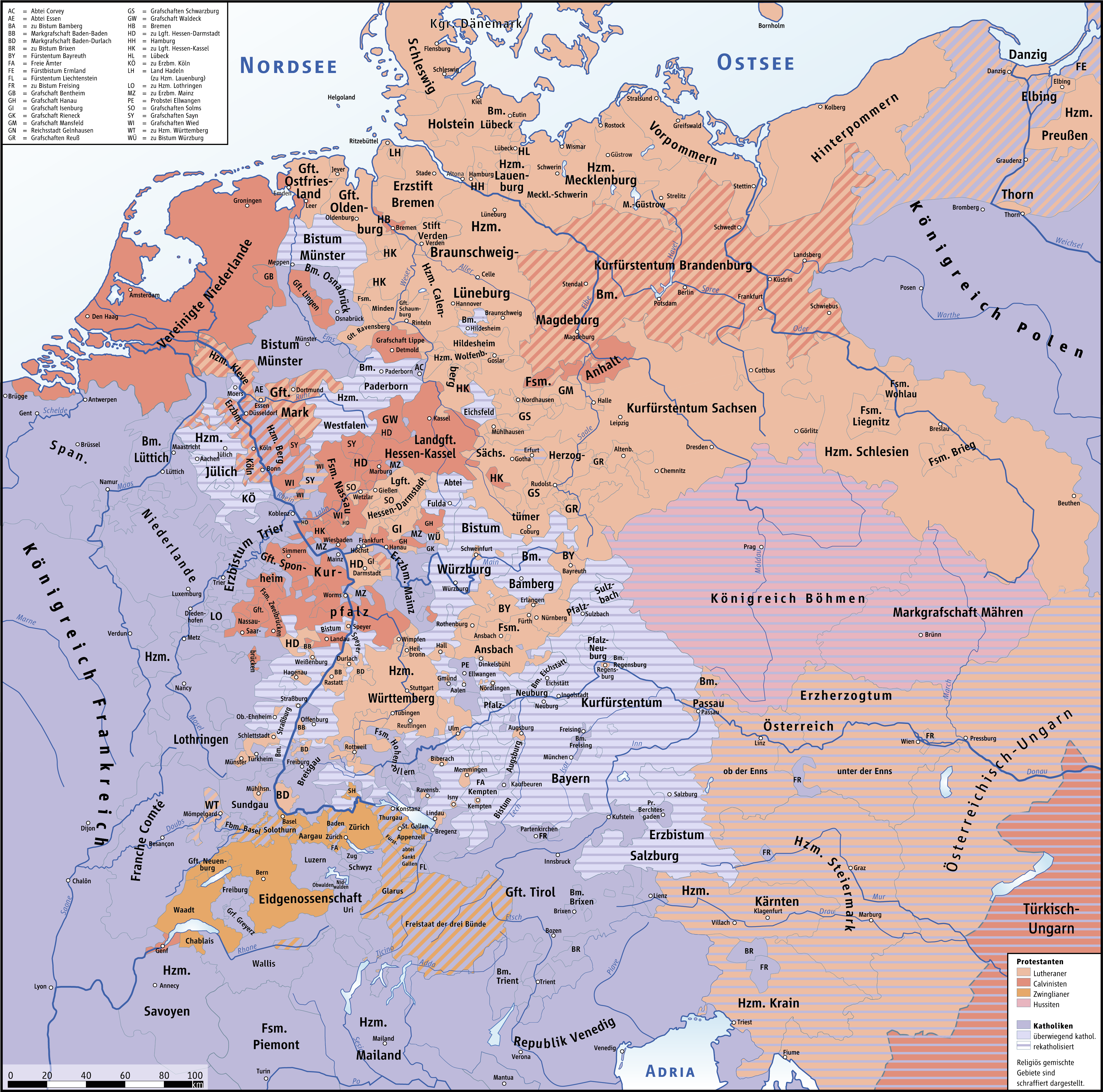
Karte der Konfessionen in Mitteleuropa 1618, in Rottönen die protestantischen und in Blautönen die katholischen Konfessionen

Die Bewegung des Hussitismus konnte sich letztlich nicht durchsetzen. Die aus Böhmen vertriebenen Katholiken forderten nach dem Ende der Kämpfe die Rückgabe ihres Eigentums, die ihnen 1436 verwehrt wurde. Die wenigen religiösen Zugeständnisse der katholischen Kirche an die Hussiten wurden durch Papst Pius II. am 31. März 1462 wieder zurückgenommen.
Die zeitweilig gegebenen Zugeständnisse waren aber dennoch ein Anstoß für die Bildung eines tschechischen Nationalbewusstseins. Georg von Podiebrad, 1458 bis 1471 König von Böhmen, verfolgte zwar die verbliebenen Radikalen, kam aber selbst zu keiner Einigung mit dem Papsttum. Er scheiterte letztlich an einer Übermacht, war aber doch der erste nicht-katholische König Mitteleuropas seit der Christianisierung.
Auch sein katholischer Nachfolger König Vladislav II. (1471–1516) musste 1485 auf dem Landtag zu Kuttenberg im Kuttenberger Religionsfrieden die Kompaktaten bestätigen. Der Reichstag von 1512 verlieh den Hussiten gar die gleichen Rechte wie den Katholiken.
Im Laufe des 16. Jahrhunderts näherten sich die Utraquisten den Lutheranern an. Eine eigene Richtung verfolgten in dieser Zeit eher die Böhmischen Brüder.
Nach der Niederlage der böhmischen Stände im Jahre 1620 in der Schlacht am Weißen Berge wurden die böhmischen Länder schließlich mit Gewalt zum Katholizismus zurückgeführt, die geflüchteten Utraquisten gingen in den lutherischen oder reformierten Kirchen auf.

## Historische Bewertung
Die wissenschaftliche Diskussion über das Wesen und die Triebkräfte der Hussitenbewegung ist unter Historikern nach wie vor nicht abgeschlossen. Schon Zeitgenossen werteten das Geschehen aus sehr unterschiedlichen Blickwinkeln. Neben die zunächst vordergründigen religiösen Ursachen traten mit fortschreitendem zeitlichem Abstand zum Tod von Jan Hus zunehmend gleichberechtigt soziale und nationale Aspekte. Allerdings war die Hussitenbewegung sicher keine reine tschechische Nationalerhebung; schließlich gab es sowohl in Böhmen als auch im übrigen Reichsgebiet eine ganze Anzahl „deutscher“ Hussiten. Außerdem fand die Rebellion auch in Böhmen eine entschiedene Opposition, welche letztlich in Lipan den entscheidenden Anteil an der Niederlage der Taboriten hatte.

## Heutige Kirchen
Die 1918 gegründete Evangelische Kirche der Böhmischen Brüder entstand durch die Vereinigung der evangelisch-lutherischen und der evangelisch-reformierten Kirche in Tschechien. Sie sieht sich auch in der Nachfolge der hussitischen Utraquisten und der tschechischen Brüderunität.
Die 1920 gegründete Tschechoslowakische Hussitische Kirche beruft sich auf die Hussiten und ist – als Abspaltung von der katholischen Kirche – mit der Anglikanischen Kirche vergleichbar. Sie wird auch als neuhussitisch bezeichnet.